# 全国地域サッカーチャンピオンズリーグ2025
全国地域サッカーチャンピオンズリーグ2025（ぜんこくちいきサッカーチャンピオンズリーグ2024）は2025年11月7日から11月24日まで岩手県・福井県・高知県・千葉県で開催される予定の49回目の全国地域サッカーチャンピオンズリーグ（地域CL）である。

## 概要
大会概要等についてはまだ日本サッカー協会から公表されていないが、2024年12月21日に行われた日本サッカー協会 (JFA) 臨時評議員会で審議された2025年事業計画書において日程と会場のみが明らかにされている（従って、実際の大会実施までの間に会場等が変更になる可能性もある）。

## 会場

### 1次ラウンド
- 岩手県・いわぎんスタジアム[1]
- 福井県・テクノポート福井スタジアム[1]
- 高知県・高知県立春野総合運動公園球技場[1][2]

### 決勝ラウンド
- 千葉県・ゼットエーオリプリスタジアム[1]